# محسن زنگنه
محسن زنگنه (زاده ۲۲ اردیبهشت ۱۳۵۵) اقتصاددان و سیاستمدار ایرانی است که نماینده حوزه انتخابیه تربت حیدریه، مه‌ولات و زاوه در مجلس شورای اسلامی است.
وی با قرار گرفتن در فهرست شورای ائتلاف نیروهای انقلاب اسلامی توانست در یازدهمین انتخابات مجلس شورای اسلامی با کسب ۵۶ هزار و ۷۰۶ رأی از مجموع ۱۳۱ هزارو ۶۲۷ رأی از حوزه انتخابیه تربت حیدریه، مه‌ولات و زاوه به مجلس راه یابد. در انتخابات دوره دوازدهم مجلس شورای اسلامی نیز با قرار گرفتن در فهرست ذکر شده با کسب ۷۳ هزار و ۳۱۸ رأی توانست به‌ عنوان نماینده مجلس از همین حوزه انتخابیه به مجلس راه یابد.
زنگنه عضو کمیسیون برنامه و بودجه و محاسبات و عضو کمیسیون اقتصادی مجلس شورای اسلامی در دوره یازدهم بوده‌است.

## عملکرد و دیدگاه‌ها
محسن زنگنه می‌گوید راهبرد اقتصاد کشور باید مردمی، رقابتی و آزاد بوده و تمامی مولفه‌های آن پذیرفته شده باشد و نمی‌توان بخشی از اقتصاد را دولتی و بخشی را آزاد اداره کرد  وی از نمایندگان مخالف واردات خودرو بود. او در دی ماه ۱۴۰۱ طی سخنانی در مجلس شورای اسلامی ضمن رد وابستگی نرخ ارز به تورم و بیان برقرار بودن رابطه عکس آن، با اینکه بانک مرکزی مستقل باشد مخالف کرد. زنگنه از نمایندگان سخنرانی کننده در مجلس در مخالف با طرح اصلاح قانون آیین‌نامه داخلی مجلس بود که راه را برای شفافیت آرای نمایندگان مجلس و شفافیت بودجه‌ریزی باز می‌کرد.

### سیاست ارزی
او در زمینه سیاست گذاری ارزی منتقد رویکرد بانک مرکزی در دولت دوازدهم و سیزدهم بوده و معتقد است بانک مرکزی واقعیات جامعه را نادیده می‌گیرد و نمی‌پذیرد بازار غیر رسمی ارز وجود دارد که در اقتصاد نقش دارد. به گفته زنگنه مسئولان بانک مرکزی می‌گویند ما اصلا بازار ارز غیر رسمی را قبول نداریم و بازار ارز همین بازار مبادله ارز و طلای بانک مرکزی است. زنگنه می‌گوید تا زمانی که بانک مرکزی واقعیات بازار ارز و جامعه را نپذیرد، مدل‌هایی هم که می‌دهد نمی‌تواند بازار ارز را ثبات دهد. او راه حل اصلی برای اصلاح مدیریت بازار ارز را اصلاح نظام مالیاتی برای وضع مالیات بر خرید و فروش ارز، سکه، خودرو و ... می‌داند و نه اصلاح سیاست پولی و ارزی بانک مرکزی.
او در ۲۹ مرداد ۱۴۰۳ در نطقی درمجلس می‌گوید در دولت آقای رئیسی مخالف تخصیص ارز ۴۲۰۰ و آن شیوه‌ای که تخصیص می‌یافت بوده و در دولت رئیسی این را گفت و در دولت الان (پزشکیان) هم می‌گوید. از طرف دیگر می‌گوید اینکه برخی اقتصاددانان می‌گویند متناسب با تورم رخ داده در هر سال باید گذاشت نرخ ارز نیز تعدیل شود (تا بیماری هلندی و صنعت زدایی رخ ندهد) مخالف بوده و این نظر اقتصادی را افراطی می‌داند. او حامی این است بانک مرکزی دلارهای نفتی را صرف پول پاشی در بازار ارز کرده و صنعت زدایی و حذف اشتغال در اقتصاد ملی انجام دهد.

### رابطه تورم و قیمت ارز
محسن زنگنه معتقد است دلیل اصلی تورم در ایران قیمت ارز می‌باشد و دلیل اصلی آن نقدینگی، چاپ پول و اداره نابهینه اقتصاد ایران نیست.

### یارانه نقدی و کالابرگ
به گفته وی در پرداخت یارانه، کالابرگ و یارانه کالایی بر یارانه نقدی برتری و مزیت دارد. یارانه کالایی در اثابت به هدف تامین حداقل کالری مورد نیاز بهینه بوده و یارانه نقدی اگرچه در ابتدا کمی تورم ایجاد می‌کند، در رفع فقر در اقشار هدف و ایجاد رشد اقتصادی روش بهینه است.

### مخالفت با نابودی صنایع صادراتی کوچک و بزرگ با پیمان سپاری ارزی
او در ۲۹ مرداد ۱۴۰۳ در مجلس از نمایندگانی بود که به شدت به سیاست اجبار به تعهد ارزی صادر کنندگان که ارز حاصل از صادرات را با قیمت پایین به دولت تحویل دهند اعتراض کرد و آن را عامل خود تحریمی و صدمه به تولید داخل معرفی کرد. او در این زمینه می‌گوید: «شما (نمایندگان مجلس) می‌دانید که تمام صادرات خورد ما (به واسطه الزام به تعهد ارزی) بسته شد. تعهد ارزی پدر تولید کننده و صادر کننده را درآورد. این‌ها کار زمان حضرتعالی (عبدالناصر همتی)است.

### حمایت از قیمت‌گذاری محصولات تولید داخل
وی در اردیبهشت ماه سال ۱۴۰۲ از فروش محصولات فولادی و پتروشیمی با تعیین قیمت در بازار، از اینکه فشار دولت برای تعیین قیمت محصولات کارخانه‌ها با مقاومت مواجه شده ابراز تاسف کرد. وی همچنین قیمت محصولی مثل خودرو را تابع قیمت مواد اولیه آن که کارخانجات فولادی و پتروشیمی می‌فروشند دانست (نه قیمت بازاری خودرو) و خواستار کنترل قیمت این محصولات خام توسط دولت شد. این موضع زنگنه در مصادره اموال این شرکت‌ها با قیمت گذاری در شرایطی بود که در سال ۱۴۰۲ وزارت خارجه دولت آمریکا صدمه به صنایع فولادی و پتروشیمی ایران با تحریم و جلوگیری از صادرات آن‌ها را به شکل جدی در دستور کار قرار داده بود تا عواید آن‌ها از صادرات قطع شود و در داخل هم قیمت گذاری محصولات این شرکت‌ها توسط برخی از جمله زنگنه دنبال می‌شد.

## تحصیلات
- دیپلم ریاضی فیزیک دبیرستان شهید حکمت مشهد
- کارشناسی مهندسی برق - الکترونیک دانشگاه سمنان
- کارشناسی ارشد علوم اقتصادی
- دکتری علوم اقتصادی (گرایش اقتصاد اسلامی) دانشگاه اسلامی شریف هدایت الله اندونزی[۱۹]

## سوابق و سمت‌ها
- مدیر کل امور اجتماعی و تشکل‌های سازمان ملی جوانان کشور ۱۳۸۵
- مؤسس و رئیس پژوهشگاه بین‌المللی صدرا ۱۳۹۰ تا ۱۳۹۵
- مؤسس اولین و تنها خبرگزاری شیعیان در کشورهای مالایی زبان به نام Liputan Islam سال ۱۳۹۳
- عضو هیئت تحریریه گروه اقتصاد روزنامه خراسان ۱۳۸۴
- نگارش ده‌ها مقاله و یادداشت با موضوعات مختلف اقتصادی، سیاسی، فرهنگی و بین‌الملل در روزنامه‌ها و خبرگزاری‌های کشور و نیز جراید خارج از کشور[۲۰][۲۱]